# Ogólnopolski konkurs informatyczny INTERSIEĆ
Ogólnopolski konkurs informatyczny „Intersieć” – konkurs przedmiotowy zainicjowany w 2002 roku przez „Młodzieżowe Towarzystwo Informatyczne” oraz firmę „Intersieć” z Rudy Śląskiej. Konkurs jest skierowany do uczniów szkół gimnazjalnych i ponadgimnazjalnych. Udział w konkursie polega na rozwiązywaniu za pośrednictwem Internetu testów i zadań praktycznych.

## Zakres tematyczny
- dobra znajomość obsługi systemów operacyjnych Microsoft Windows
- podstawowa znajomość systemów operacyjnych Linux
- podstawowa umiejętność pracy w edytorze tekstu, arkuszu kalkulacyjnym, programie do tworzenia prezentacji (Microsoft Office, OpenOffice).
- umiejętność sprzętowego skonfigurowania komputera PC
- znajomość możliwości i zagrożeń wykorzystania Internetu

## Przebieg
- Eliminacje wojewódzkie – odbywa się 16 niezależnych konkursów wojewódzkich. Każdy z nich składa się z dwóch części. W pierwszej części biorą udział wszyscy zarejestrowani do drugiej części awansują uczestnicy, którzy uzyskali co najmniej 60 procent prawidłowych odpowiedzi.
- Etap wojewódzki – awansuje do niego 35 najlepszych uczestników z terenu województwa. Uczestnicy spotykają się w pracowniach komputerowych właściwego Koordynatora Wojewódzkiego i rozwiązują zadania finałowe. Finał wyłania 3 najlepszych w województwie, którzy awansują do rozgrywek ogólnopolskich.
- Etap ogólnopolski – awansuje do niego 48 najlepszych, po trzech z każdego z województw.  Na tym etapie wyłaniany jest najlepszy młody informatyk danej edycji.

## Statystyki
| edycja | rok       | liczba uczestników |
| ------ | --------- | ------------------ |
| I      | 2002/2003 | ~500               |
| II     | 2003/2004 | ~1000              |
| III    | 2004/2005 | ~1500              |
| IV     | 2005/2006 | ~2000              |
| V      | 2008      | ~2500              |
| VI     | 2008/2009 | ~12 500            |
| VII    | 2009/2010 | ~13 100            |
| VIII   | 2010/2011 | "blisko 6000"      |